# Dansează printre stele
Danseză printre stele a fost o emisiune produsă și difuzată pe postul de televiziune Antena 1, prezentată și moderată de Horia Brenciu, Victor Slav și Lili Sandu. Emisiunea a debutat pe 5 octombrie 2014.
Perechile sunt formate dintr-o celebritate împreună cu un coregraf. Fiecare cuplu va realiza un dans și va concura împotriva celorlalți concurenți, dans ce va fi punctat de către juriu și de către publicul de acasă. Cele două perechi ce vor aduna cele mai puține puncte vor intra la duel, unde juriul va salva o pereche, iar cealaltă va părăsi competiția.

## Prezentatori
- Horia Brenciu

### Coprezentatori
- Victor Slav
- Lili Sandu

## Juriul
- Igor Munteanu

Igor Munteanu s-a născut pe 31 iulie 1975. Este un reputat coregraf din Republica Moldova. A făcut dansuri populare și balet modern în Chișinău, a urmat cursuri de balet modern în Liov și Kiev (Ucraina) și de jazz în Moscova. A luat, de asemenea, lecții de jazz la Broadway Dance Center, New York. A înființat două școli de dans, prima în Brașov, în 2003, iar cealaltă în Chișinău, în 2010. A fost asistentul coregrafului principal din Kiev pentru un program de dans din Dubai și de câțiva ani participă în calitate de coregraf în diferite show-uri muzicale și de talente din Chișinău.
- Cătălina Grama (Jojo)

Cătălina Grama s-a născut pe 22 aprilie 1981. Este absolventă a Facultății de Arte din cadrul Universității Hyperion din București și a avut numeroase proiecte de televiziune de succes. Tot ea se poate lăuda cu cinci roluri în piese de teatru care s-au bucurat de aplauzele publicului. „Poker” (2010) i-a adus debutul pe marele ecran, iar apoi a continuat cu roluri în „Nașa” (2011) „Ultimul corupt din Romania” (2011) „S-a furat mireasa” (2012) și „Dead in Tombstone” (2012). Tot în această toamnă, ea va putea fi urmărită într-un nou sezon al emisiunii „Serviciul Român de Comedie”, la Antena 1.
- Mihai Petre

Mihai Petre s-a născut pe 28 martie 1979. Este unul dintre cei mai premiați dansatori români, antrenor și arbitru internațional de dans sportiv. El și soția lui, Elwira, au fost de trei ori campioni naționali la dans sportiv, semifinaliști la Cupa Europeană de 10 dansuri, semifinaliști la Campionatul Mondial de 10 dansuri și finaliști la Cupa Europeană de dansuri latino-americane. Mai mult decât atât, cei doi formează prima pereche de dansatori români clasați în primele 50 ale lumii, în WDSF World Ranking List, în 2004. În 2001, el a înființat școala de dans “Mihai Petre”, iar de trei ani organizează Concursul internațional de dans sportiv Romanian Open.

## Sezoane
| Sezon | Premiera sezonului | Finalul sezonului | Nr. celebrități | Nr. ediții | Perechi în finală            | Perechi în finală         | Perechi în finală             |
| Sezon | Premiera sezonului | Finalul sezonului | Nr. celebrități | Nr. ediții | Locul 1                      | Locul 2                   | Locul 3                       |
| ----- | ------------------ | ----------------- | --------------- | ---------- | ---------------------------- | ------------------------- | ----------------------------- |
| 1     | 5 octombrie 2014   | 18 noiembrie 2014 | 12              | 8          | Alina Pușcaș & Bogdan Boantă | Alina Eremia & Iuri Ribac | Cosmin Șeleși & Maria Popescu |